# Laurent Capponi
Pour les articles homonymes, voir Capponi.
Pour les autres membres de la famille, voir Famille.
Laurent Capponi (1512-1573), baron de Crève-Cœur et seigneur d'Ambérieux-en-Dombes, issu d'une famille d'exilés florentins à Lyon, fut l'un des principaux banquiers et marchands de Lyon au XVIe siècle.

## Biographie
Né à Florence en Toscane, fils de Capone Capponi et de Constance Seristoris, naturalisé français par lettre d'Henri II en 1553, fait chevalier de l'Ordre de Saint-Michel par Charles IX, Laurent Capponi était l'un des marchands-banquiers de Lyon, où il exportait des chapeaux.
Après être venu s'établir à Lyon en 1530, il a épousé en mai 1554 Hélène de Gadagne, fille de Thomas II de Gadagne, seigneur d'Ambérieux-en-Dombes et propriétaire de la Banque Gadagne, dont la famille avait été chassée de Florence par les Médicis et s'était retrouvée à Lyon. Ils ont eu quatre enfants: Charles, Alexandre, futur baron de Feugerolles, Lucrèce et Cassandre. Le mariage avait été appuyé, contre le choix du roi de France, par son ami Albisse Del Bene, le premier marchand et banquier lyonnais à décrocher la fonction de surintendant général des finances françaises, exercée de 1551 à 1556. La Banque Gadagne est ainsi passée sous le contrôle de la Banque Capponi en 1554. En 1566, Laurent Capponi a racheté à Lyon le terrain dit de « la Mandolière » pour y établir un grand domaine. 
Deux ans après la levée en 1555 d'un grand emprunt sur onze ans, le Grand Parti de Lyon, la place financière rhodanienne et ses banquiers ont souffert en 1557 de la banqueroute espagnole et du défaut de paiement de Philippe II d'Espagne. Laurent Capponi a donné son nom à une rue de Lyon car pendant les trois mois de la famine de 1573, il a fait préparer un repas pour plus de 4000 pauvres de la ville sur la place des Carme. La banque Capponi était la dernière maison florentine présente à Lyon en 1592 alors qu'il y en avait onze avant 1589, mais elle s'était aussi installée à Paris comme nombre de banquiers florentins. Lyon comptait 75 banques italiennes en 1568, mais seulement 21 en 1597, les familles de Lucques ayant partiellement pris la place de celles de Florence.